# 95939 Тагнесланд
95939 Тагнесланд (95939 Thagnesland) — астероїд головного поясу, відкритий 30 травня 2003 року.
Тіссеранів параметр щодо Юпітера — 3,400.